# Casebre no Fim da Praia do Flamengo
Casebre no fim da Praia do Flamengo é um óleo sobre tela do pintor brasileiro Eliseu d’Angelo Visconti (1866-1944).

## Descrição
A pintura executada ao ar livre, tem 49 cm de altura por 72 cm largura. Retrata um casebre a beira mar na cidade do Rio de Janeiro em 1888 e faz parte do acervo da Fundação Edson Queiroz.

## Exposições
A pintura foi apresentada nas seguintes exposições:
- Exposição Retrospectiva no Museu Nacional de Belas Artes, Rio de Janeiro - Pintura, Desenho e Design (1949);
- 14º Salão de Arte do clube A Hebraica. Sala Especial “Arte Brasileira do século XIX – O perﬁl de uma coleção”. São Paulo (2007);
- Exposição "Eliseu Visconti - A Modernidade Antecipada", Pinacoteca do Estado de São Paulo e Museu Nacional de Belas Artes, no Rio (2011-2012);
- Exposição "Eliseu Visconti - 150 Anos", na Galeria Almeida e Dale, São Paulo (2016);
- Da Terra Brasilis à Aldeia Global, Espaço Cultural UNIFOR, Fortaleza(2018-2019).